# 2,3-二磷酸甘油酸
2,3-二磷酸甘油酸（英語：2,3-Bisphosphoglyceric acid，简称为2,3-BPG或2,3-DPG）是糖酵解中间产物1,3-二磷酸甘油酸（1,3-BPG）的一个三碳异构体。2,3-二磷酸甘油酸存在于人的红细胞中，浓度约为5 mmol/L。较之于结合氧气的血红蛋白（如当红细胞接近肺部时），这种物质对去氧血红蛋白具有更大的结合亲和力（如当红细胞接近呼吸中的组织时），所以可以透過跟之結合導致氧氣的親和力降低，來使得紅血球放出氧。
发生这种现象的原因是2,3-二磷酸甘油酸（其尺寸大约9Å）的尺寸正好适合于脱氧气血红蛋白构象（11Å），但是不适合于结合氧气血红蛋白（5Å）。通过降低脱氧气血红蛋白对氧气的亲和力，2,3-二磷酸甘油酸与脱氧气血红蛋白β亚基相互作用，通过构象改变，它推动了剩余结合到血红蛋白上的氧气释放出来，因此增强了红细胞在接近最需要氧气的组织时释放氧气的能力。因而可以说2,3-二磷酸甘油酸是一种别构调节物。